# Olympische Sommerspiele 2020/Teilnehmer (Albanien)
| Gelbes Symbol für Goldmedaillen mit stilisierten Olympischen Ringen | Graues Symbol für Silbermedaillen mit stilisierten Olympischen Ringen | Braundes Symbol für Bronzemedaillen mit stilisierten Olympischen Ringen |
| ------------------------------------------------------------------- | --------------------------------------------------------------------- | ----------------------------------------------------------------------- |
| —                                                                   | —                                                                     | —                                                                       |

Albanien nahm an den Olympischen Spielen 2020 in Tokio mit neun Sportlern in sechs Sportarten teil. Es war die insgesamt neunte Teilnahme an Olympischen Sommerspielen.

## Teilnehmer nach Sportarten

### Gewichtheben
| Athleten       | Wettbewerb              | Reißen  | Reißen | Stoßen  | Stoßen | Zweikampf | Zweikampf | Rang |
| Athleten       | Wettbewerb              | Gewicht | Rang   | Gewicht | Rang   | Gewicht   | Rang      | Rang |
| -------------- | ----------------------- | ------- | ------ | ------- | ------ | --------- | --------- | ---- |
| Männer         |                         |         |        |         |        |           |           |      |
| Briken Calja   | Leichtgewicht bis 73 kg | 151 kg  | 7      | 190 kg  | 2      | 341 kg    | 4         | 4    |
| Erkand Qerimaj | Mittelgewicht bis 81 kg | 157 kg  | 11     | 181 kg  | 9      | 338 kg    | 9         | 9    |

### Judo
| Athleten       | Wettbewerb | 1. Runde     | 1. Runde | 2. Runde      | 2. Runde      | Achtelfinale  | Achtelfinale  | Viertelfinale | Viertelfinale | Halbfinale / Trostrunde | Halbfinale / Trostrunde | Finale / Platz 3 | Finale / Platz 3 | Rang |
| Athleten       | Wettbewerb | Gegner       | Ergebnis | Gegner        | Ergebnis      | Gegner        | Ergebnis      | Gegner        | Ergebnis      | Gegner                  | Ergebnis                | Gegner           | Ergebnis         | Rang |
| -------------- | ---------- | ------------ | -------- | ------------- | ------------- | ------------- | ------------- | ------------- | ------------- | ----------------------- | ----------------------- | ---------------- | ---------------- | ---- |
| Männer         |            |              |          |               |               |               |               |               |               |                         |                         |                  |                  |      |
| Indrit Cullhaj | bis 66 kg  | I. Chinchila | 0:11s2   | ausgeschieden | ausgeschieden | ausgeschieden | ausgeschieden | ausgeschieden | ausgeschieden | ausgeschieden           | ausgeschieden           | ausgeschieden    | ausgeschieden    | 17   |

### Leichtathletik
Laufen und Gehen 
| Athleten   | Wettbewerb       | Runde 1     | Runde 1 | Finale      | Finale | Rang |
| Athleten   | Wettbewerb       | Zeit        | Rang    | Zeit        | Rang   | Rang |
| ---------- | ---------------- | ----------- | ------- | ----------- | ------ | ---- |
| Frauen     |                  |             |         |             |        |      |
| Luiza Gega | 3000 m Hindernis | 9:23,85 min | 5       | 9:34,10 min | 13     | 13   |

 Springen und Werfen 
| Athleten      | Wettbewerb | Qualifikation | Qualifikation | Finale        | Finale        | Rang |
| Athleten      | Wettbewerb | Weite/Höhe    | Rang          | Weite/Höhe    | Rang          | Rang |
| ------------- | ---------- | ------------- | ------------- | ------------- | ------------- | ---- |
| Männer        |            |               |               |               |               |      |
| Izmir Smajlaj | Weitsprung | 7,89 m        | 17            | ausgeschieden | ausgeschieden | 17   |

### Schießen
| Athleten        | Wettbewerb            | Qualifikation       | Qualifikation | Finale          | Finale        |
| Athleten        | Wettbewerb            | Punkte / Treffer 10 | Rang          | Ringe/ Scheiben | Rang          |
| --------------- | --------------------- | ------------------- | ------------- | --------------- | ------------- |
| Frauen          |                       |                     |               |                 |               |
| Manuela Delilaj | Luftpistole 10 Meter  | 565 / 11            | 37            | ausgeschieden   | ausgeschieden |
| Manuela Delilaj | Sportpistole 25 Meter | 556 / 12            | 44            | ausgeschieden   | ausgeschieden |

### Schwimmen
| Athleten      | Wettbewerb     | Vorlauf | Vorlauf | Halbfinale    | Halbfinale    | Finale        | Finale        | Rang |
| Athleten      | Wettbewerb     | Zeit    | Rang    | Zeit          | Rang          | Zeit          | Rang          | Rang |
| ------------- | -------------- | ------- | ------- | ------------- | ------------- | ------------- | ------------- | ---- |
| Frauen        |                |         |         |               |               |               |               |      |
| Nikol Merizaj | 50 m Freistil  | 26,21 s | 42      | ausgeschieden | ausgeschieden | ausgeschieden | ausgeschieden | 42   |
| Männer        |                |         |         |               |               |               |               |      |
| Kledi Kadiu   | 100 m Freistil | 51,65 s | 52      | ausgeschieden | ausgeschieden | ausgeschieden | ausgeschieden | 52   |

### Turnen

#### Gerätturnen
| Athleten      | Wettbewerb    | Qualifikation | Qualifikation | Finale        | Finale        | Rang |
| Athleten      | Wettbewerb    | Punkte        | Rang          | Punkte        | Rang          | Rang |
| ------------- | ------------- | ------------- | ------------- | ------------- | ------------- | ---- |
| Männer        |               |               |               |               |               |      |
| Matwei Petrow | Pauschenpferd | 14,733        | 10            | ausgeschieden | ausgeschieden | 10   |